# Setthathirath
Setthathirath (1534-1571) est considéré comme un des plus grands rois du Lan Xang (actuel Laos).
Fils du roi Photisarath et d'une fille du roi de Chiang Mai (actuelle Thaïlande), il fut mis par son père sur le trône de cette ville à la mort de son grand-père maternel en 1546. Il succéda à Photisarath à la tête du Lan Xang en 1548, réunissant sous son autorité les deux royaumes jusqu'à la prise de Chiang Mai par les birmans en 1558.
Grand bâtisseur, Setthathirath éleva de nombreux monuments bouddhistes comme le Vat Xieng Thong de Luang Prabang et le That Luang de Vientiane. Il aurait officiellement fondé cette ville en 1560.
En 1570, il défendit avec succès son pays contre le conquérant birman Bayinnaung, qui s'était emparé de Chiang Mai en 1558 et d'Ayutthaya en 1569. En 1571, un complot entre Phya Nakhon et l'ancien abbé du Vat Maximavat, qui avait des griefs personnels envers le roi, conduisit au meurtre de celui-ci à la frontière sud du pays. Il avait 38 ans.
Le seul descendant de Setthathirath était un petit enfant Nokeo Koumone. Son grand-père maternel, un général roturier du nom de Saensurin (ou Sene Soulintha), se proclama roi. Ce fut le début d'une période de troubles, marquée par la succession de plusieurs dirigeants sur de courtes périodes, jusqu'à la conquête du royaume par Bayinnaung en 1574 (les Birmans dominèrent le Laos pendant 18 ans), un fratricide commis par un prince de sang, la rébellion de quelqu'un qui se prétendait Setthathirat ressuscité et un inter-règne de 9 ans sans souverain. Des querelles d'intérêts et des conflits parmi les féodaux produisirent des perturbations et de l'agitation parmi la population. Le Laos ne retrouva vraiment la paix qu'avec le couronnement du roi Surinyavongsa en 1633 (ou peut-être 1637).

## Divers
L'avenue Setthathirat est un des grands axes de Vientiane, parallèle au Mékong.